# Тъкър 48
Тъкър Седан 1948 (Tucker Sedan ’48) още наричан Тъкър Торпедо е новаторски автомобил проектиран от Престън Тъкър и произвеждан за кратко в Чикаго през 1948.
Официалната премиера на автомобила е проведена на 19 юни 1947 г. във фабриката на Тъкър. Произведени са 51 автомобила преди фабриката да преустанови работа през 1949 г. До днес са оцелели 47 коли, които са собственост на музеи или частни лица.
Само 51 коли са произведени преди компанията да престане да работи през март 1949 г., което се дължи на отрицателното обществено мнение породено от медиите, че Тъкър всъщност не предлага това което рекламира – колани, дискови спирачки и други екстри, които всяка днешна кола има. Накратко казано успешният модел на Престън Тъкър е бил унищожен от Големите три (GM, Ford и Chrysler), за които е щял да бъде голяма конкуренция.
Историята на този модел автомобил е описана в холивудски филм и книга. През 1988 г. по кината се появява филма на Франсис Форд Копола „Мечтата на Тъкър“. През 1989 г. е издадена книгата „Design and Destiny: The Making of the Tucker Automobile“, която е написана от Филип Игън - дизайнер, който е част от екипа на главния дизайнер Алекс Тремулис и разработва някои външни и вътрешни елементи на возилото.